# Preslav
Veliki Preslav (bulgariska: Велики Преслав), fram till 1993 enbart Preslav, är en ort i Bulgarien. Den ligger i kommunen Obsjtina Veliki Preslav och regionen Sjumen, i den östra delen av landet, 290 km öster om huvudstaden Sofia. Preslav ligger 146 meter över havet och antalet invånare är 9 425. Orten bebyggdes på 1270-talet av flyktingarna från den historiska befästningen Preslav två kilometer från den nuvarande orten.

## Historiska staden
Preslav (bulgariska: Преслав) var huvudstad i det första bulgariska riket från 893 till 972. Ruinerna av staden ligger ungefär 20 kilometer sydväst om regionhuvudstaden Sjumen och är ett nationellt arkeologiskt reservat.
Namnet Preslav är slaviskt och orten var troligen ursprungligen en slavisk bosättning tills den befästes i början av 800-talet. Preslav låg nära den dåvarande bulgariska huvudstaden Pliska och utvecklades därför snabbt och utvidgades under khanerna Krums och Omurtags styren. Vid tiden för khanen Boris I:s kröning 852, hade Preslav blivit ett viktigt strategiskt militärt centrum och var säte för Itjirguboil. Ett antal kyrkor byggdes i staden efter att bulgarerna blivit kristnade 864.
När den hedniska adeln i Pliska gjorde uppror under ledning av kung Vladimir 892 fick det en avgörande betydelse för stadens framtida öde. 893 avsattes Vladimir och den nye härskaren, Simeon den store, beslöt att flytta huvudstaden från det fortfarande något hedniska Pliska till Preslav. Under de följande 80 åren utvecklades staden snabbt och blev ett centrum inte bara för bulgarisk politik och diplomati, utan också för kulturen, litteratur och konst. En krönikeskrivare hävdade att det tog Simeon 28 år att bygga upp sin nya huvudstad. Arkeologiska utgrävningar har dock visat att staden fortsatte att utvecklas även under 930-talet och 940-talet och nådde höjdpunkten för sin tillväxt och storhet i mitten av tsar Peter I av Bulgariens regeringstid.
Preslav blev säte för Preslavs litterära skola som hade grundats i Pliska 886 och flyttades till Preslav med resten av hovet 893. De största bulgariska författarna från den fornbulgariska perioden verkade i Preslav, bland dem Johannes Exark, Konstantin av Preslav och Tjernorizets Chrabar. Det var troligen kring denna skola som det kyrilliska alfabetet utvecklades i mitten av 900-talet. Staden hade också stora keramikverkstäder som producerade konstkeramik samt ikoner och ikonostaser.
Staden drabbades av en dramatisk vändning till det sämre vid slutet av 960-talet när den ockuperades av Kievfursten Svjatoslav. Det påföljande kriget mellan ryssar och bysantiner ledde till att den bysantinske kejsaren Johannes I Tzimiskes armé brände och plundrade staden. Erövrarna tog statskassan, den bulgariske tsarens regalia och en stor del av Simeons bibliotek. Även om staden inte förlorade sin betydelse under de kommande trehundra åren blev de närliggande områdena och de stora klostren öde och ekonomin förlorade sin kraft och betydelse.
Preslav återfick en del av sin betydelse i bulgarisk politik under de första åren av gemensamt styre av de två grundarna av det andra bulgariska riket, Teodor Peter och Ivan Asen I. Troligen regerade Ivan Asen från upprorets centrum, Tarnovgrad, medan hans bror och medhärskare Teodor Peter residerade i Preslav som en symbol för Bulgariens återupprättade statsvärdighet. Tarnovgrad hade emellertid strategiska fördelar som i längden blev avgörande och Preslav tynade bort under loppet av 1200-talet. De tatariska räderna under 1270-talet fördrev de sista invånarna i Preslav tillsammans med dess avsatte biskop. En del av de överlevande flyktingarna byggde upp en by med samma namn bara två kilometer från befästningen, där den nuvarande orten Veliki Preslav ligger.
|            |
| Borgruinen |

|                                          |
| Rekonstruktion av ett portvalv i Preslav |

|                            |
| Murar och ruiner i Preslav |

|                                                              |
| Bysantinskt anfall mot Preslav, skildrat i Skylitziskrönikan |